# Sorus

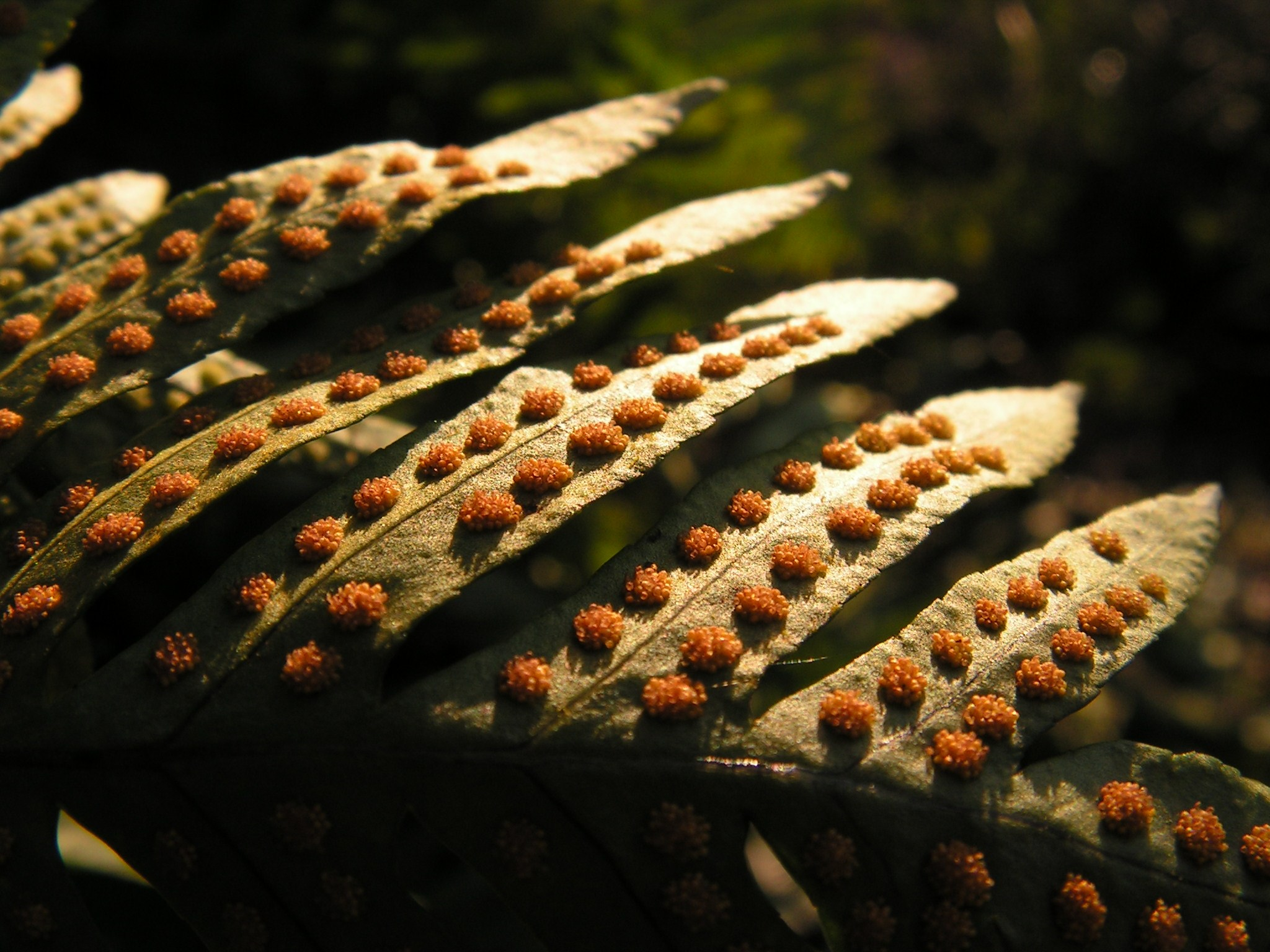
Sorus

Un sorus (en llatí i anglès el plural és sori) és un grup d'esporangis (estructures que produeixen i contenen espores). En els fongs i en els líquens, els sorus estan envoltats per una cap externa. En les falgueres, els sorus formen una massa groguenca o marronosa a la vora o per sota d'una fronda fèrtil. En algunes espècies els sorus estan protegits durant el desenvolupament per una esquama o film de teixit anomenat indusi, que forma una coberta com un para-sol.
Els sorus es presenten en la generació esporòfita, els esporangis dins produeixen meiosepores haploides. Quan madura l'esporangi, l'esporangi es desplaça i permet alliberar espores.
La forma, disposició i col·locació dels sorus són sovint pistes valuoses per identificar els tàxons de les falgueres. Els sorus poden ser circulars o linears. La forma de la seva alineació és variable segons les espècies. La presència o absència d'indusium també es fa servir per identificar els tàxons.

## Galeria fotogràfica

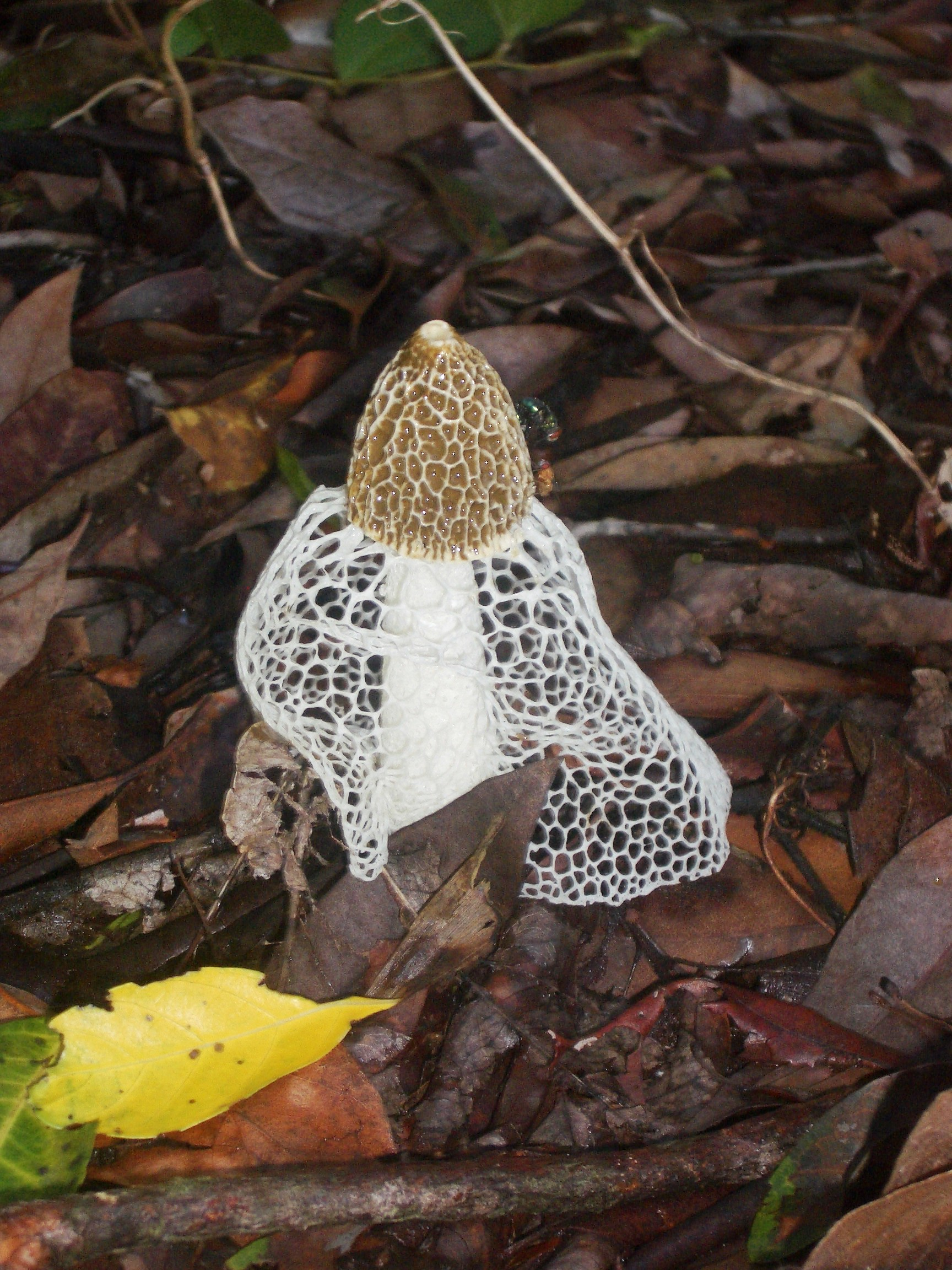
Phallus indusiatus. Cooktown, Queensland, Austràlia. Mostra els indusiums penjant sota el capell
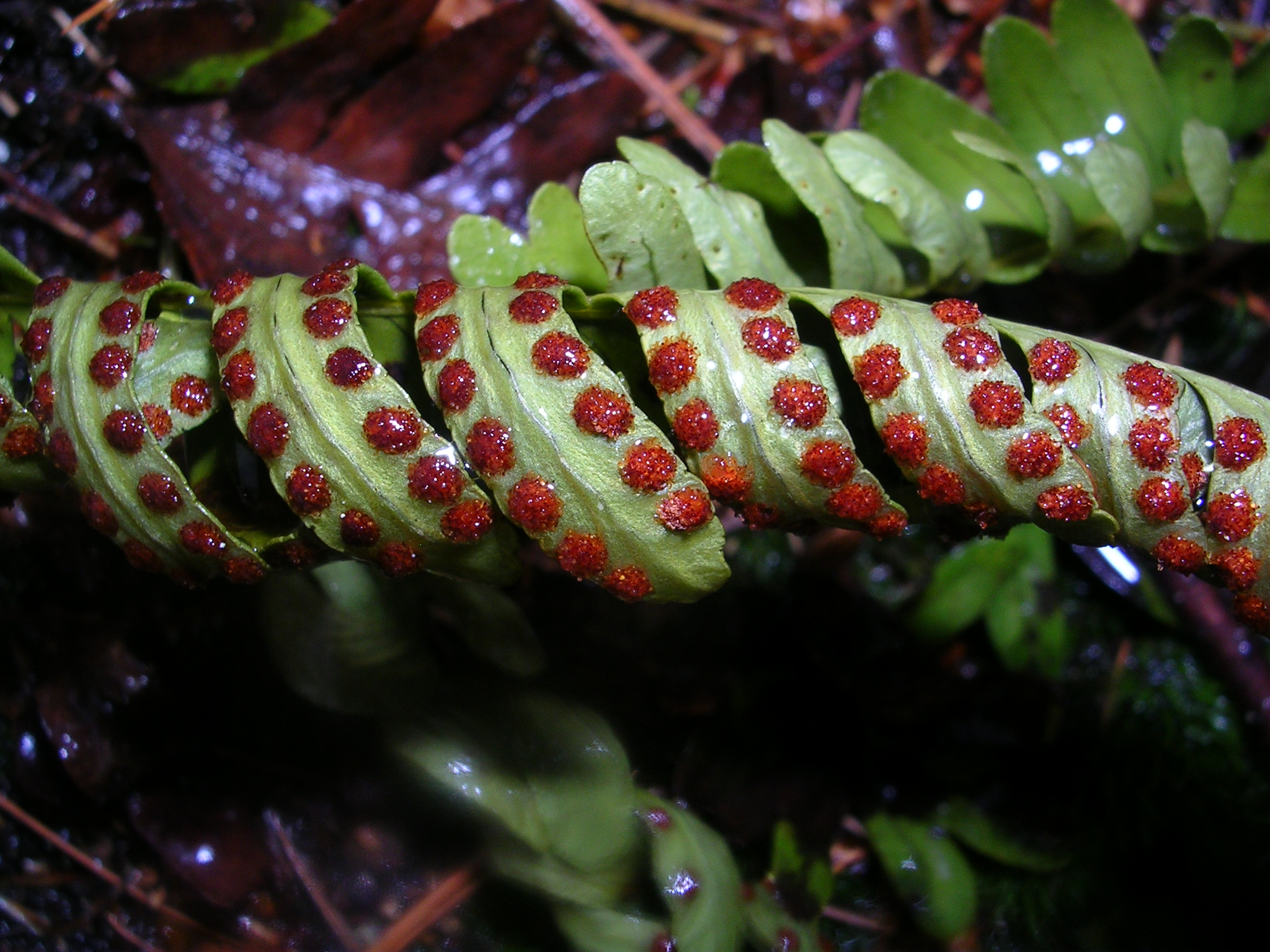
Sorus d'una falguera
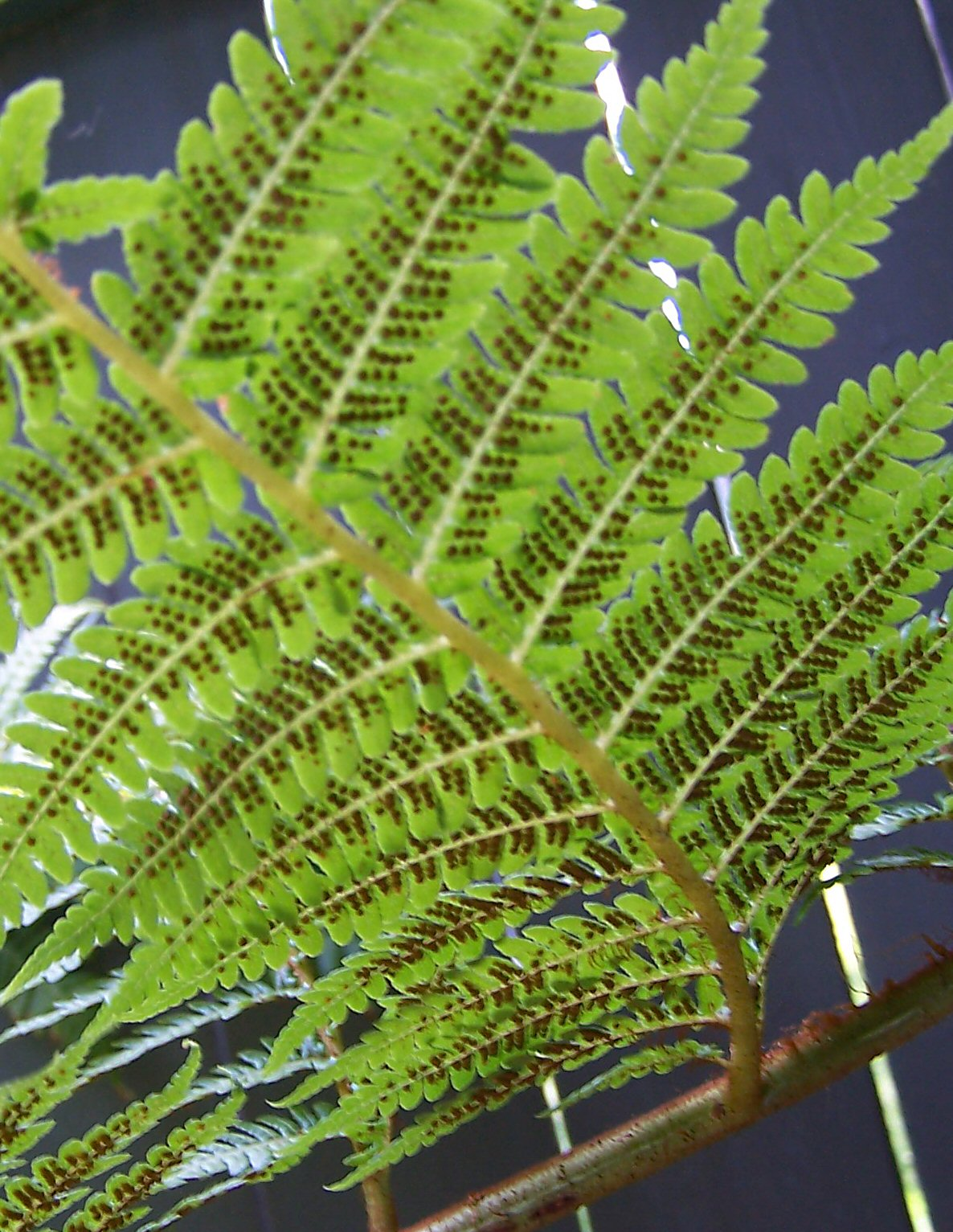
La part de sota de la fronda fèrtil de Dicksonia antarctica. Cada taca és un sorus individual
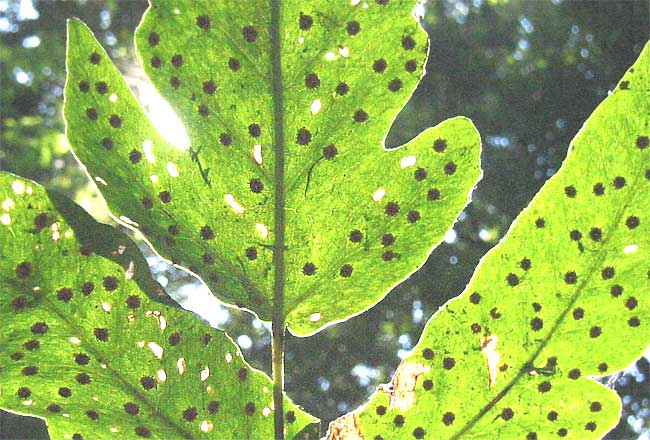
Sorus dispersos
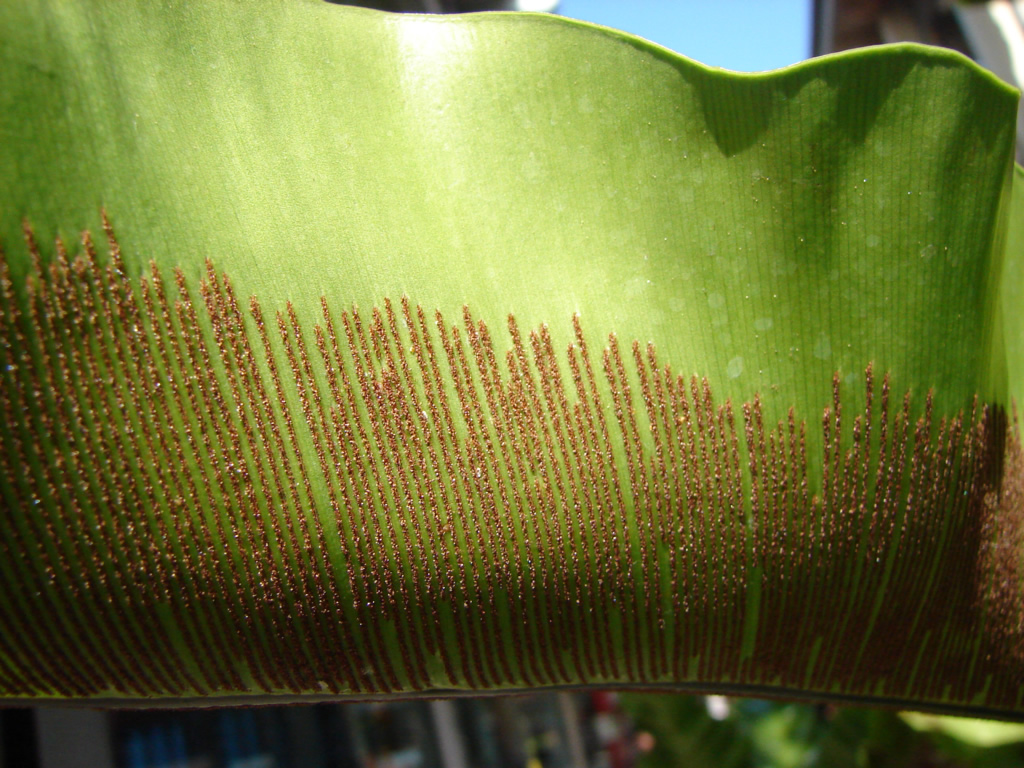
Sorus linears
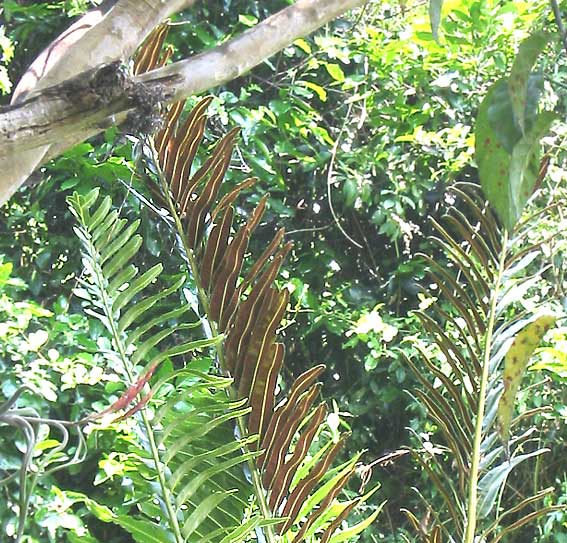
Sorus cobrint tota la fronda per sota
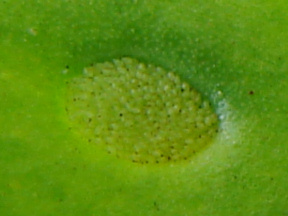
Sorus de falguera amb esporangis immadurs
Sorus circulars amb esporangis madurs
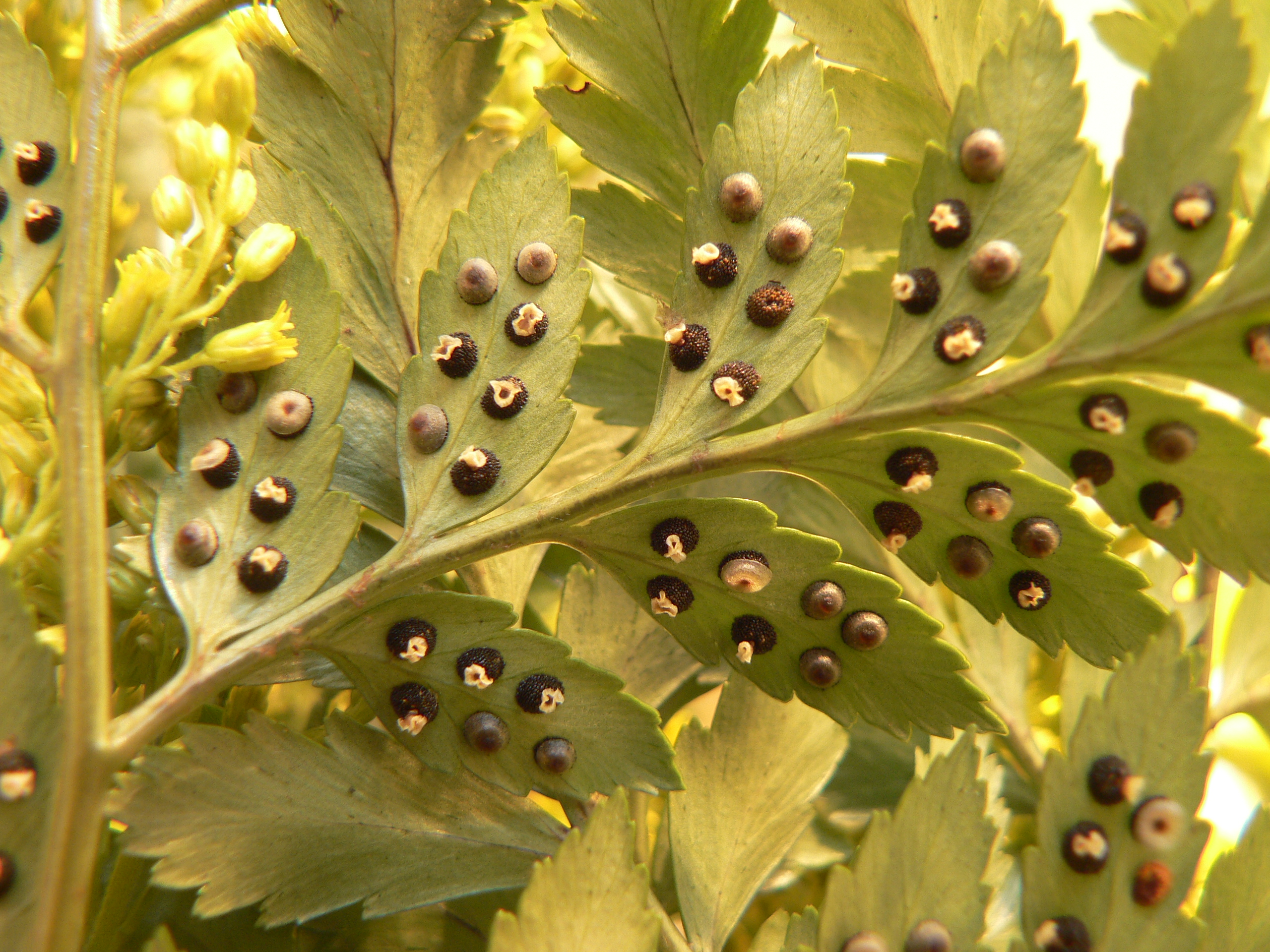
Sorus amb indusiums
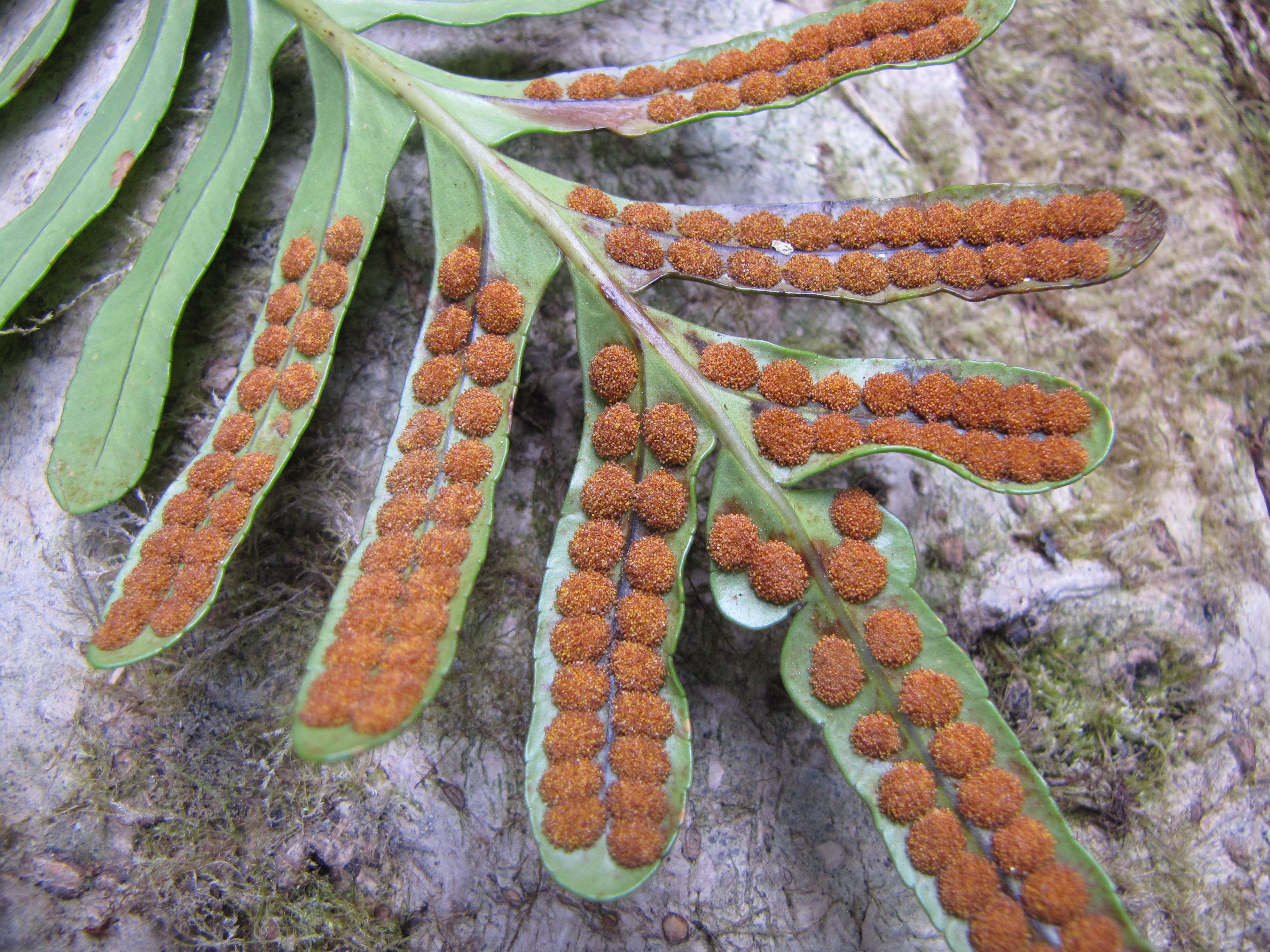
Grans sorus